# Sattlgai
Sattlgai ist eine Streusiedlung der Marktgemeinde Waldhausen im Strudengau in Oberösterreich.
Die Streusiedlung Sattlgai befindet sich westlich von Waldhausen. Sie besteht aus zahlreichen Einzellagen und nur wenigen kompakten Siedlungsgebieten. Eines davon ist Langenbach im Westen. Die Geschichte des Ortes ist eng verknüpft mit dem Stift Waldhausen, das mehrmals zerstört und 1792 aufgehoben wurde.
Bis ins Jahr 2020 war Sattlgai als Ortschaft ausgewiesen.